# Nanshan (Shenzhen)
| Nanshan - 南山区                                          | Nanshan - 南山区 |
| --------------------------------------------------------- | ---------------- |
| Freizeitpark Window of the World im Stadtbezirk Nanshan   |                  |
| Freizeitpark "Window of the World" im Stadtbezirk Nanshan |                  |
| Basisdaten                                                |                  |
| Einwohnerzahlen (2020)                                    |                  |
| Volkszählung:                                             | 1.795.826        |
| Fläche:                                                   | 185,5 km²        |
| Telefonvorwahl:                                           | 0755             |
| PLZ:                                                      | 518052           |
| Lage von Nanshan in Shenzhen                              |                  |
| Lage von Nanshan (grün im Südwesten)                      |                  |

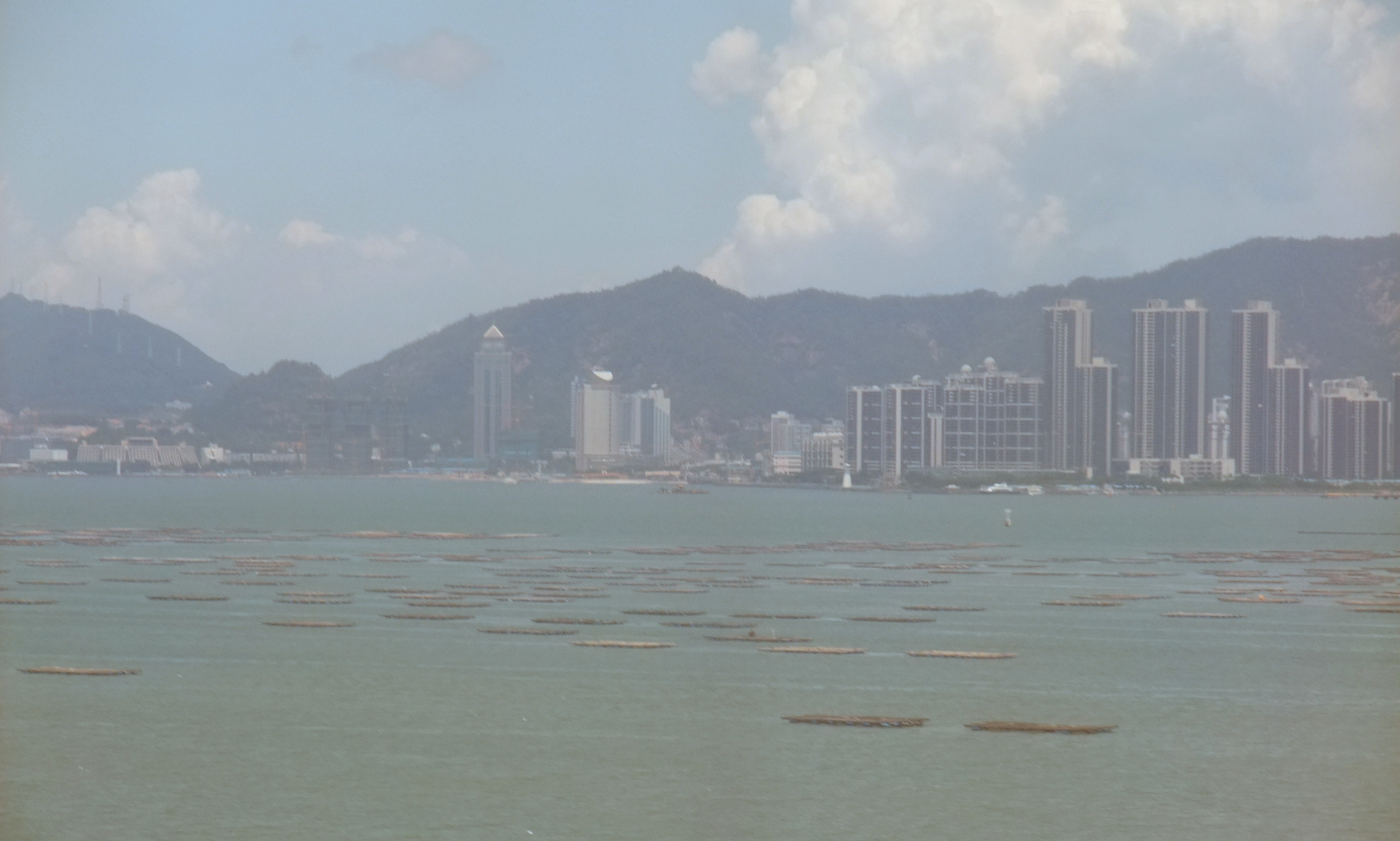
Blick über die Shenzhen Bay auf die Skyline Nanshans

Nanshan (chinesisch 南山區 / 南山区, Pinyin Nánshān Qū – „Stadtbezirk Südberg“) ist einer der zehn Stadtbezirke der chinesischen Stadt Shenzhen. Der Bezirk liegt innerhalb der Sonderwirtschaftszone zwischen Bao’an und Futian.
In Nanshan befinden sich diverse Parks wie Splendid China oder Window of the World. Ebenso ist in diesem Bezirk das bei Ausländern sehr beliebte Straßenviertel Shekou (chin. 蛇口街道). Hier arbeiten viele Ausländer und das Viertel bietet auch viele Bars und internationale Restaurants. Darüber hinaus gehört die Insel Nei Lingding Dao zum Straßenviertel Shekou. Auf ihr befindet sich ein großes Naturschutzgebiet mit weitgehend unberührtem südasiatischen Tropenwald.

## Administrative Gliederung
Auf Gemeindeebene setzt sich Nanshan aus acht Straßenvierteln zusammen. Diese sind:
- Straßenviertel Nantou (南头街道), hier befindet sich die Regierung des Stadtbezirks;
- Straßenviertel Nanshan (南山街道);
- Straßenviertel Shahe (沙河街道);
- Straßenviertel Shekou (蛇口街道);
- Straßenviertel Taoyuan (桃源街道);
- Straßenviertel Xili (西丽街道);
- Straßenviertel Yuehai (粤海街道);
- Straßenviertel Zhaoshang (招商街道).